# Georges Dutry
Georges Dutry (Beaumont, 29 april 1949) was een Belgisch volksvertegenwoordiger.

## Levensloop
Dutry werd licentiaat economische wetenschappen aan de Katholieke Universiteit Leuven. Hij meldde zich als gewetensbezwaarde en deed burgerdienst van 1972 tot 1974 in een onthaal- en integratiecentrum in Charleroi. Hij gaf tevens alfabetiseringslessen aan immigranten afkomstig uit Turkije en Noord-Afrika. 
Hij werd vervolgens, van 1974 tot 1985 medewerker bij de Fondation Travail Université in Brussel, die permanente vorming aanbiedt ter ondersteuning van het verenigingsleven. Hij was ook actief bij de studiediensten van MOC en CSC, waar hij zich meer bepaald interesseerde voor de ontwikkeling van streekeconomie, demografie, ecologie, energie, ruimtelijke ordening, huisvesting en stedenbouw. Ook was hij secretaris van het Belgisch Comité voor de Mensenrechten in Turkije, bestuurder van de Maison arabe de Culture ouvrière in Charleroi, verantwoordelijke voor acties tegen de staatsgreep uitgevoerd in Chili tegen de regering van Salvador Allende en was hij actief bij de RAPD, de acties voor een andere mobiliteitspolitiek.
Vanaf 1978 militeerde Dutry bij de ecologische beweging Amis de la Terre. Dit dreef hem in de richting van Ecolo en in 1981 was hij medeoprichter van de regionale Ecolo-afdeling van Charleroi. Daarenboven was hij van 1982 tot 1983 federaal secretaris van de partij. In 1982 werd hij verkozen tot gemeenteraadslid in Charleroi. Hij nam, in overeenstemming met de partijstatuten, ontslag toen hij in november 1985 verkozen werd tot lid van de Kamer van volksvertegenwoordigers voor het arrondissement Charleroi. Hij was automatisch ook lid van de Waalse Gewestraad en de Franse Gemeenschapsraad. Hij werd nogal vlug ontgoocheld over de geringe mogelijkheid tot concrete acties die het parlementair mandaat bood, en nam in januari 1987 ontslag om zich aan andere zaken te wijden. Wel bleef hij sympathiseren met de ecologische politieke beweging.
Hij ging opnieuw studeren en behaalde aan de Universiteit Luik in 1990 een diploma in Intervention dans les organisations. Ondertussen had hij zich in 1988 al gevestigd als opleider en consultant en in 1990 stichtte hij de kleine onderneming Stratégies et Succès, die zich specialiseerde in opleiding, coaching en audits en counseling. Hij werd gastdocent aan de UCL en werd er titularis van het seminarie Gestion et Intervention dans les organisations en gaf ook les aan de Haute École Louvain en Hainaut.
Steeds actief gebleven binnen de besturen van Ecolo in de streek van Charleroi, vertegenwoordigde hij de groene partij in de beheerraden van Charleroi Airport (van 2001 tot 2007 en opnieuw vanaf 2010) en van de investeringsmaatschappij Sambrinvest (2002-2008). In 2011 werd hij politiek secretaris van de Ecolo-afdeling van Gerpinnes.